# Return of the Super Ape
The Return of the Super Ape è l'ultimo album reggae del gruppo musicale giamaicano The Upsetters.
È stato prodotto da Lee "Scratch" Perry, registrato negli studi di registrazione Black Ark e pubblicato nel 1977 dalle etichette discografiche Upsetter Records e Lion of Judah.
È l'ultimo album degli Upsetters prima della chiusura degli studi Black Ark da parte di Lee "Scratch" Perry.

## Ristampe
L'album è stato ristampato varie volte su etichette diverse: nel 1998 dalla Jet Star con cinque bonus tracks, un titolo differente, The Original Super Ape e la copertina disegnata da Lloyd Robinson.

## Tracce

### Return of the Super Ape

#### Lato A
1. Dyon Anaswa - Full Experience - (Testi: Perry)
2. Return of the Super Ape - Lee Perry (Testi: Perry)
3. Tell Me Something Good - The Upsetters (Testi: Perry)
4. Bird in Hand - Sam Carty (Testi: Perry)
5. Crab Yars - The Upsetters (Testi: Perry)

#### Lato B
1. Jah Jah Ah Natty Dread - Lee Perry (Testi: Perry)
2. Psycha & Trim - Lee Perry  (Testi: Perry)
3. The Lion - The Upsetters (Testi: Perry)
4. Huzza A Hana - Lee Perry  (Testi: Perry)
5. High Ranking Sammy - Lee Perry  (Testi: Perry)

### The Original Super Ape
1. Bag of Collie - Dillinger
2. Down Here in Babylon - Brent Dowe
3. Dyon Anaswa - Full Experience
4. Return of the Super Ape - Lee Perry
5. Tell Me Something Good - The Upsetters
6. Bird in Hand - The Upsetters
7. Crab Yars - The Upsetters
8. Shoulder to the Wheel - The Upsetters
9. Jah Jah Ah Natty Dread - Lee Perry
10. Psyche And Trim - Lee Perry
11. The Lion - The Upsetters
12. Earth a Go Wheel - The Flying Sensation
13. Huzza A Hana - Lee Perry
14. High Ranking Sammy - Lee Perry
15. Weak Heart a Go Feel It - The Upsetters